# شونکن
شونکن (به آلمانی: Schönecken) یک شهر در آلمان است که در بیتبورگ-پروم واقع شده‌است.